# Jack Ü
Jack Ü (иногда встречается как Skrillex & Diplo) — музыкальный проект из США, основанный диджейским дуэтом Skrillex и Diplo в 2013 году, объединяющий два лейбла звукозаписи OWSLA, основанный Skrillex, и Mad Decent, основанный Diplo. Так же проект располагается сразу в двух штатах: Лос-Анджелес, штат Калифорния (Skrillex) и Майами, штат Флорида (Diplo).
Дебют проекта состоялся в 2014 году на музыкальном фестивале Ultra Music Festival в Майами. 17 сентября 2014 года был представлен первый официальный трек "Take Ü There", записанный совместно с певицей Kiesza . А 27 февраля 2015 года был выпущен первый полноценный студийный альбом "Skrillex and Diplo Present Jack Ü", работы над которым велись с 2014 по 2015 года.
Под проектом выпускались совместные работы с такими музыкальными продюсерами и певцами как: Justin Bieber, Kiesza, 2 Chainz, Bunji Garlin, AlunaGeorge.

## Дискография

#### Студийные альбомы
- Skrillex and Diplo Present Jack Ü (2015)

## Награды и номинации

### American Music Awards
| Год  | Номинируемая работа                           | Категория              | Результат |
| ---- | --------------------------------------------- | ---------------------- | --------- |
| 2015 | "Where Are Ü Now" (совместно с Джастин Бибер) | Совместная работа года | Победа    |

### Grammy Awards
| Год  | Номинируемая работа                           | Категория                              | Результат |
| ---- | --------------------------------------------- | -------------------------------------- | --------- |
| 2016 | Skrillex and Diplo Present Jack Ü             | Лучший танцевальный/электронный альбом | Победа    |
| 2016 | "Where Are Ü Now" (совместно с Джастин Бибер) | Лучшая танцевальная запись             | Победа    |

### International Dance Music Awards
| Год  | Номинируемая работа                           | Категория                                                   | Результат |
| ---- | --------------------------------------------- | ----------------------------------------------------------- | --------- |
| 2016 | "Febreze" (совместно с 2 Chainz)              | Best Rap/Hip Hop/Trap Dance Track                           | Номинация |
| 2016 | "Where Are Ü Now" (совместно с Джастин Бибер) | Best Dubstep/Drum & Bass Track                              | Победа    |
| 2016 | "Where Are Ü Now" (совместно с Джастин Бибер) | Best Commercial/Pop Dance Track                             | Номинация |
| 2016 | "Where Are Ü Now" (совместно с Джастин Бибер) | Best Featured Vocalist Performance - Title, Vocalist/Artist | Номинация |
| 2016 | "Where Are Ü Now" (совместно с Джастин Бибер) | Best Music Video                                            | Номинация |
| 2016 | Skrillex and Diplo Present Jack Ü             | Best Dubstep/Drum & Bass DJ                                 | Номинация |
| 2016 | Skrillex and Diplo Present Jack Ü             | Best Artist (Group)                                         | Номинация |

### MTV Video Music Awards
| Год  | Номинируемая работа                           | Категория                    | Результат |
| ---- | --------------------------------------------- | ---------------------------- | --------- |
| 2015 | "Where Are Ü Now" (совместно с Джастин Бибер) | Лучшие визуальные эффекты    | Победа    |
| 2015 | "Where Are Ü Now" (совместно с Джастин Бибер) | Лучшая художественная работа | Номинация |
| 2015 | "Where Are Ü Now" (совместно с Джастин Бибер) | Лучший монтаж                | Номинация |
| 2015 | "Where Are Ü Now" (совместно с Джастин Бибер) | Лучшая песня лета            | Номинация |

### NRJ Music Awards
| Год  | Премия           | Категория              | Получатель       | Результат | Прим. |
| ---- | ---------------- | ---------------------- | ---------------- | --------- | ----- |
| 2016 | NRJ Music Awards | Совместная работа года | Skrillex & Diplo | Номинация | [ 5 ] |